# 中国共产党福建省委员会
中国共产党福建省委员会，简称中共福建省委，是中国共产党在福建省的地方组织。
中共福建省委成立于1952年5月，是中国共产党在福建省的领导机关，由中国共产党福建省代表大会选举产生，并在代表大会闭会期间，执行中国共产党中央委员会的指示和中国共产党福建省代表大会的决议，领导福建省的工作，定期向中国共产党中央委员会报告工作。目前，周祖翼担任该委员会书记，赵龙、郭宁宁担任该委员会副书记。

## 职责
根据《中国共产党地方委员会工作条例》，中国共产党地方委员会主要实行政治、思想和组织领导，承担下列职能：
1. 对本地区重大问题作出决策。
2. 通过法定程序使党组织的主张成为地方性法规、地方政府规章或者其他政令。
3. 加强对本地区宣传思想文化工作的领导，牢牢掌握意识形态工作领导权、话语权。
4. 按照干部管理权限任免和管理干部，向地方国家机关、政协组织、人民团体、国有企事业单位等推荐重要干部。
5. 支持和保证人大、政府、政协、法院、检察院、人民团体等依法依章程独立负责、协调一致地开展工作，发挥这些组织中党组的领导核心作用。
6. 加强对本地区群团工作和统一战线工作的领导。
7. 动员、组织所属党组织和广大党员，团结带领群众实现党的目标任务。

## 机构设置
根据《福建省机构改革方案》，中国共产党福建省委员会设置工作机关15个，工作机关管理的机关（副厅级）3个。中共福建省委设置下列机构：
- 中共福建省委办公厅

### 职能部门
- 中共福建省委组织部
- 中共福建省委宣传部
- 中共福建省委统一战线工作部
- 中共福建省委政法委员会

（省委办公厅挂省档案局牌子。省委组织部挂省公务员局牌子。省委宣传部挂省人民政府新闻办公室、省新闻出版局（省版权局）、省电影局牌子。省委统一战线工作部挂省人民政府侨务办公室牌子。）

### 办事机构
- 中共福建省委政策研究室
- 中共福建省委全面深化改革委员会办公室
- 中共福建省委国家安全委员会办公室
- 中共福建省委网络安全和信息化委员会办公室
- 中共福建省委机构编制委员会办公室
- 中共福建省委军民融合发展委员会办公室
- 中共福建省委台港澳工作办公室
- 中共福建省委信访局
- 中共福建省委巡视工作领导小组办公室
- 中共福建省委老干部局

（省委全面依法治省委员会办公室设在省司法厅。省委财经委员会办公室设在省委政策研究室。省委外事工作委员会办公室设在省人民政府外事办公室。省委网络安全和信息化委员会办公室挂省互联网信息办公室牌子。省委审计委员会办公室设在省审计厅。省委教育工作领导小组秘书处设在省委教育工作委员会。省委农村工作领导小组办公室设在省农业农村厅。省委军民融合发展委员会办公室挂省国防科技工业办公室牌子。省委台港澳工作办公室挂省人民政府台港澳事务办公室牌子。）

### 派出机关
- 中共福建省委省直机关工作委员会
- 中共福建省委非公有制企业和社会组织工作委员会
- 中共福建省委平潭综合实验区工作委员会
- 中共福建省委福州新区工作委员会
- 中共福建省委泉州台商投资区工作委员会（副厅级）

（省委教育工作委员会与省教育厅合署办公，不计入机构限额。福州新区党工委与中国共产党福州市委员会一个机构两块牌子。）

### 直属事业单位
- 中共福建省委党校
- 《福建日报》社
- 福建社会主义学院
- 中共福建省委党史研究和地方志编纂办公室
- 福建省档案馆

（省委党校挂福建行政学院牌子。福建社会主义学院挂福建中华文化学院牌子。省委党史研究和地方志编纂办公室挂省地方志编纂委员会办公室牌子。）

### 工作机关管理的机关
- 中共福建省委机要局，由省委办公厅管理。
- 中共福建省委保密委员会办公室，由省委办公厅管理。
- 中共福建省委精神文明建设办公室，由省委宣传部管理。

（省委机要局挂省国家密码管理局牌子。省委保密委员会办公室挂省国家保密局牌子。省委精神文明建设办公室挂省委精神文明建设指导委员会办公室牌子。）

## 历届组成人员
第七届以前历届省委书记（省委第一书记）
- 张鼎丞（1949年8月－1954年10月）
- 叶　飞（1954年10月－1967年5月）
- 韩先楚（1971年4月－1973年）
- 廖志高（1974年－1980年）
- 项　南（1980年－1986年）
- 陈光毅（1986年－1993年）
- 贾庆林（1993年－1996年）
- 陈明义（1996年10月－2000年12月）
- 宋德福（2000年12月－2004年12月）
- 卢展工（2004年2月－2009年11月）

第七届省委（2001年11月-2006年11月）
- 书记： 宋德福（-2004年12月） 卢展工（2004年12月－）
- 副书记：习近平、卢展工、黄瑞霖、梁绮萍
- 常务委员：习近平、卢展工、梁绮萍、黄瑞霖、陈营官、李宏 (中船集團)、吴青田、黄小晶、朱亚衍、鲍绍坤、荆福生、何立峰、郑立中

第八届省委（2006年11月-2011年11月）
- 书记：卢展工（-2009年11月）、孙春兰（女）（2009年11月-）
- 副书记：黄小晶、王三运
- 常务委员：鲍绍坤、何立峰、陈文清、李光金、张昌平、陈少勇、袁荣祥、唐国忠、于伟国、陈桦（女）

第九届省委（2011年11月-2016年11月）
- 书记：孙春兰（女）（-2012年11月）、尤权（2012年9月-）
- 副书记：苏树林（-2015年10月）、陈文清（-2012年11月）、于伟国（2013年4月-）
- 常务委员：孙春兰（女）（-2012年11月）、苏树林（-2015年10月，因严重违纪被查）、陈文清（-2012年11月）、朱生岭（-2013年3月）、张昌平（-2013年7月）、袁荣祥（-2014年1月）、杨岳（-2016年7月）、于伟国、陈桦（女）（-2015年3月）、姜信治（-2015年12月）、叶双瑜（-2016年3月）、苏增添（-2015年1月）、张志南、尤权（2012年9月-）、曹德信（2013年3月-2015年1月）、王蒙徽（2013年5月-2016年8月）、倪岳峰（2013年7月-）、李书磊（2014年1月-2015年12月）、陈冬（2015年1月-）、熊安东（2015年1月-）、雷春美（女，畲族）（2015年1月-）、王宁（2015年12月-）、郑晓松（2016年3月-2016年7月）、高翔（2016年3月-）、刘学新（2016年10月-）

第十届省委（2016年11月-2021年11月）
- 书记：尤权（-2017年10月）、于伟国（2017年10月-2020年11月）、尹力（2020年11月-）
- 副书记：于伟国（-2017年10月）、倪岳峰（-2017年6月）、唐登杰（2017年12月-2020年7月）、王宁（2018年5月-2021年10月）、胡昌升（2020年9月-2021年1月）、赵龙（2021年10月-）、罗东川（2021年10月-）
- 常务委员：尤权（-2017年10月）、于伟国（-2020年11月）、倪岳峰（-2017年6月）、张志南（-2020年4月，因严重违纪被查）、雷春美（女，畲族，-2019年1月）、王宁（-2021年10月）、陈冬（-2017年2月）、高翔（-2017年12月）、刘学新（-2020年5月）、裴金佳（-2018年11月）、梁建勇（-2020年3月）、周联清、王洪祥（2017年4月-2019年3月）、胡昌升（2017年7月-2021年1月）、唐登杰（2017年12月-2020年7月）、苏保成（2018年3月-2020年9月）、邢善萍（女）（2019年1月-）、郑新聪（2019年5月-2021年7月）、杨贤金（2019年6月-2021年8月）、李仰哲（2020年5月-）、赵龙（2020年7月-）、庄稼汉（2020年7月-）、罗东川（2020年7月-）、吴喜铧（2020年9月-）、林宝金（2020年9月-）、尹力（2020年11月-）、崔永辉（2021年6月-）、郭宁宁（女）（2021年10月-）、张彦（2021年10月-）

第十一届省委（2021年11月至今）
- 书记：尹力（-2022年11月）、周祖翼（2022年11月-）
- 副书记：赵龙、罗东川（—2024年12月）、郭宁宁（女）（2025年5月—）
- 常务委员：尹力（-2022年11月）、赵龙、罗东川（—2024年12月）、张彦、李仰哲（-2022年9月）、邢善萍（女，-2024年5月）、林宝金（-2024年4月）、崔永辉、郭宁宁（女）、吴偕林、宋鸿喜、王永礼、刘建洋（-2022年12月）、迟耀云（2022年9月-）、周祖翼（2022年11月-）、黄海昆（2023年1月—2025年1月）、苗延红（女，2024年6月-）、林文斌（2024年9月-）、石好勇（2025年1月—）